# Krystyna Chodorowska
Krystyna Monika Chodorowska – polska pisarka, autorka powieści i opowiadań fantastycznych, tłumaczka literatury anglojęzycznej, programistka.

## Życiorys
Ukończyła na Uniwersytecie Warszawskim studia magisterskie w zakresie lingwistyki stosowanej na Wydziale Lingwistyki Stosowanej (2010) oraz inżynierii obliczeniowej w Interdyscyplinarnym Centrum Modelowania Matematycznego i Komputerowego, ICM (2018). Kształciła się także w Akademii Dobrego Tłumacza. Przez pewien czas związana zawodowo z ICM. Pracuje w firmie farmaceutycznej jako programistka i data scientist. W 2016 r. wraz z zespołem zdobyła I nagrodę w konkursie SemEval STS 2016 za program Ensemble służący do mierzenia podobieństwa semantycznego zdań.
Przetłumaczyła m.in. cztery powieści Chiny Miéville'a, a także utwory Jima Butchera, George'a R.R. Martina, Rogera Zelaznego, Nancy Kress, Waltera Jona Williamsa, Grega Egana, Pat Cadigan i Megan Lindholm. W 2013 r. otrzymała II nagrodę za tłumaczenie opowiadania Sary Hall She Murdered Mortal He w konkursie organizowanym przez Międzynarodowy Festiwal Opowiadania we Wrocławiu. 
Jej debiutanckie opowiadanie Kre(jz)olka, opublikowane w 2014 na łamach „Nowej Fantastyki” zostało nominowane do Nagrody im. Janusza A. Zajdla. Jej pierwszą powieścią jest wydana w 2018 r. Triskel. Gwardia. Powieść ta oraz opowiadania Jeden spalony rzut i Dzikie stworzenia otrzymały nominacje do Nagrody Zajdla za rok 2018.
Należy do Śląskiego Klubu Fantastyki. Jest miłośniczką i propagatorką gier fabularnych (RPG).

## Twórczość
Powieści
- Triskel. Gwardia (Uroboros 2018)

Opowiadania
- Kre(jz)olka („Nowa Fantastyka” 3/2014)
- Warunek początkowy (w antologii Ścieżki wyobraźni: Zabawa w Boga, Śląski Klub Fantastyki 2017)
- Szansa („Smokopolitan” 11, 1/2018)
- Jeden spalony rzut (w antologii Ścieżki wyobraźni: Skafander i melonik, Śląski Klub Fantastyki 2018)
- Dzikie stworzenia („Esensja” 2 (CLXXIV) 2018)
- Ścieżki mamy we krwi (w antologii Dzieje się. Antologia opowiadań społecznie zaangażowanych, GW Alpaka 2019)
- W taniej służbie Jej Królewskiej Mości (w antologii Ścieżki wyobraźni: Rozstaje, Śląski Klub Fantastyki 2019)
- Ten, co pośród lodów (w antologii Harde Baśnie, SQN 2020)[9]